# Utetheisa thyter
Utetheisa thyter là một loài bướm đêm thuộc phân họ Arctiinae, họ Erebidae.